# Emploi des mots
Das Emploi des mots ist ein Vokabellernwörterbuch (deutsch-französisch), welches nach Sachgruppen geordnet ist.
Das Buch enthält alle Wörter des:
- Le français fondamental, 1er degré (1445)
- Le français fondamental, 2e degré (1610)

Diese Listen wurden von den französischen Sprachforschern Gougenheim und Rivenc
Anfang der 1950er Jahre erstellt und enthalten die am häufigsten vorkommenden Wörter der französischen Sprache.
Das Buch enthält den durch die Kultusministerkonferenz festgelegten Mindestwortschatz für Leistungskursschüler in Französisch.